# Sancoale
Sancoale é uma vila no distrito de Goa Sul, no estado indiano de Goa.

## Demografia
Segundo o censo de 2001, Sancoale tinha uma população de 15 605 habitantes. Os indivíduos do sexo masculino constituem 54% da população e os do sexo feminino 46%. Sancoale tem uma taxa de literacia de 66%, superior à média nacional de 59,5%: a literacia no sexo masculino é de 73% e no sexo feminino é de 57%. Em Sancoale, 14% da população está abaixo dos 6 anos de idade.